# 鶏冠井令徳
鶏冠井 令徳（かえでい りょうとく、天正17年（1589年） - 延宝7年（1679年））は、江戸時代前期の俳人。通称は九郎右衛門。初号は良徳。号は謙頭庵、陀隣軒、陀隣庵、梨柿園。 

## 経歴・人物
京都の人物。松永貞徳に入門。正保元年（1644年）に貞徳から俳諧秘伝書『天水抄』を授けられる。慶安4年（1651年）には貞徳の命で貞門派俳諧の集大成とも言われる『崑山集』を編集した。
野々口立圃、松江重頼、山本西武、安原貞室、北村季吟、高瀬梅盛と共に貞門の七俳仙と呼ばれる。